# خبرآنلاین
خبرآنلاین یکی از خبرگزاری‌های فعال در ایران است که توسط حسین انتظامی و علیرضا معزی پایه‌گذاری شده و از ۱۳۸۷ با حضور مهدی کروبی در غرفه خبرآنلاین در نمایشگاه مطبوعات شروع به کار کرده است. این وبگاه خود را «متعلق به اصول‌گرایان، اما با موضع‌گیری اصلاح‌طلبانه» معرفی کرده است.
خبرآنلاین اخبار خود را به سه زبان فارسی، عربی و انگلیسی منتشر می‌کند.
خبرآنلاین هم‌اکنون در بیشتر مراکز استان‌ها فعالیت دارد. این خبرگزاری تلاش دارد آخرین تحلیل‌ها و گزارش‌ها از مهم‌ترین اتفاقات روز ایران و جهان را به صورت آنلاین در اختیار مخاطبان خود قرار دهد.

## کافه خبر
کافه خبر، یکی از ابداعات اولیه خبرآنلاین در همان روزهای نخست بود که به زودی به پاتوقی برای گفتگو با چهره‌های مشهور سیاسی، فرهنگی، اجتماعی و اقتصادی کشور تبدیل شد. تصاویر مربوط به لوگو، برند و تابلوهای کافه خبرِ خبرآنلاین مشهور و بسیار مورد استفاده هستند. بسیاری از خبرگزاری‌ها و رسانه‌های داخلی و خارجی از عکس‌هایی که در کافه خبر تهیه شده با ذکر منبع و بدون ذکر منبع استفاده کرده‌اند.
برخی از شخصیت‌های مشهوری که از سال ۱۳۸۷ تا کنون برای مصاحبه در کافه خبر حضور یافته‌اند عبارتند از: حجت الاسلام والمسلمین علوی، حمید ابوطالبی، شهرام ناظری، کارلوس کیروش، کریم باقری، محمدرضا باهنر، علی مطهری، محسن هاشمی، عیسی کلانتری، معصومه ابتکار، حبیب‌الله و اسدالله عسگراولادی، علی سعیدلو، محمد علی‌آبادی، حسن فتحی، رامبد جوان، امیر ژوله، فرشاد مؤمنی، خوش چهره، صادق زیبا کلام، حسین الله کرم، حجت میرزایی، سعید حدادیان، سعید لیلاز، سرادر مرتضی قربانی، سردار محمد کوثری، محمد سعیدی کیا، رضا صالحی امیری، علی ربیعی، مسعود سلطانی فر، محمد نهاوندیان، سردار حسین علایی، مرضیه حدیدچی (دباغ) رضا رشید پور، عباس عبدی، داود هرمیداس باوند، پیروز مجتهد زاده، داود فیرحی، دکتر حسین سیف زاده، کامبیز نوروزی، سالار عقیلی، امین‌الله رشیدی، داود رشیدی، مرضیه برومند، نیکی کریمی، محمود سریع القلم، مسعود ده نمکی و …

## مالکیت
.
خبرگزاری خبرآنلاین با تلاش‌های علیرضا معزی و حسین انتظامی توانست جایگاه خوبی را در بین رسانه‌های ایرانی به دست آورد.
این خبرگزاری نشریاتش را متعلق به گفتمان اصول‌گرایی معتدل می‌داند. برخی سایت خبرآنلاین را منتسب به علی لاریجانی عنوان کردند، اما این مسئله مورد تکذیب روابط عمومی مجلس شورای اسلامی قرار گرفت.

## از دسترس خارج شدن خبر آنلاین
در روز چهارشنبه ۱۸ مهر ۱۳۹۷، وبگاه خبر آنلاین از دسترس خارج شد. محمدهادی پروین به عنوان جانشین مدیر مسئول وبگاه خبر آنلاین در گفتگو با خبرگزاری‌ها دلیل این موضوع را حمله هکرها به این وبگاه اعلام کرد و گفت:

طی چند روز اخیر ما مدام از سوی افراد ناشناس تهدید می‌شدیم و به ما اعلام کرده بودند که شما را هک می‌کنیم که در نهایت نیز امروز تهدید خود را عملی کردند.

## احضار و تعقیب قضایی مدیر مسئول
در ۱۳ دی ۱۳۹۸ مرکز رسانهٔ قوهٔ قضائیهٔ ایران اعلام کرد، مدیر مسئول خبرآنلاین بابت انتشار مطلبی در خصوص قاسم سلیمانی که «توهین‌آمیز» و «موجب رنجش و انتقاد گستردهٔ کاربران» خوانده شد احضار و تحت تعقیب قضایی قرار گرفته‌است. استفادهٔ این رسانه از واژهٔ «کشته‌شدن» به جای «شهادت» در یک خبر اقتصادی دربارهٔ واکنش بازار به درگذشت قاسم سلیمانی، به عنوان مطلب توهین‌آمیز در نظر گرفته شده‌است. ساعتی بعد وبسایت خبرآنلاین با انتشار متنی توضیحی، بابت این موضوع عذرخواهی کرد.